# Севехі

Головний севехі Мангні

Севехі́ (удег. сэвэхи; інколи також севохі́) — за віруваннями удегейців фігура (зазвичай дерев'яна) у подобі людини чи тварини, в якій міститься севе (удег. сэвэ), тобто «дух-помічник».
Функціонально севехі поділялись на декілька груп:
- севехі, що сприяли вдалому полюванню — вирушаючи на промисли, удегеєць-мисливець брав їх з собою. В перервах між ловами мисливець «годував» цих севехі кашею і салом, просив послати йому добру вдачу на полюванні. В решту часу севехі вважались власністю чоловіка і зберігались в найпочеснішому місці удегейського зимового житла (напівземлянка туедзі) — біля глухої задньої стінки (малу).
- севехі, що допомагали при захворюванні — вважалось, що вони здатні посприяти видужанню хворого. Такі севехі хворому, зазвичай давав (або радив зробити) шаман, виготовляючи власноруч, або розповідаючи, як їх зробити.
- севехі — подвійник небіжчика.